# Eduard von Böhm-Ermolli
Eduard Freiherr von Böhm-Ermolli (12 tháng 2 năm 1856 - 9 tháng 12 năm 1941) là một tướng lĩnh người Áo trong Thế chiến thứ nhất, cấp bậc Thống chế quân đội Đế quốc Áo-Hung. Mặc dù không còn tại ngũ và đất nước mà ông phục vụ không còn tồn tại, ông vẫn được các chế độ mới giữ lại như một biểu tượng. Với sự bành trướng của chế độ Đức Quốc xã, vào năm 1938, cựu thống chế Áo-Hung von Böhm-Ermolli trở thành một công dân của Đức Quốc xã. Là Thống chế Áo-Hung duy nhất vẫn còn sống, ông đã được Hitler trao quân hàm Thống chế danh dự của Đức Quốc xã vào tháng 10 năm 1940, dù khi đó ông đã ngoài 80 tuổi.

## Cuộc đời và sự nghiệp
Eduard von Böhm-Ermolli sinh ngày 12 tháng 2 năm 1856, tại Ancona (Ý), nơi cha ông đang phục vụ trong một đơn vị nhỏ của quân đội Áo. Nguyên gốc họ ông là Böhm. Cha ông, Georg Böhm, xuất thân từ một hạ sĩ quan chiến trường, lập được quân công trong trận Novara năm 1849, được thăng đến cấp thiếu tá trước khi nghỉ hưu vào năm 1877. Tháng 6 năm 1885, Georg Böhm gắn thêm họ gốc vợ mình (Maria Josepha Ermolli) vào họ của mình, đồng thời cũng được triều đình nâng lên hàng quý tộc cha truyền con nối vào tháng 9 năm 1885. Từ đó gia đình Böhm ở Troppau mang họ von Böhm-Ermolli.

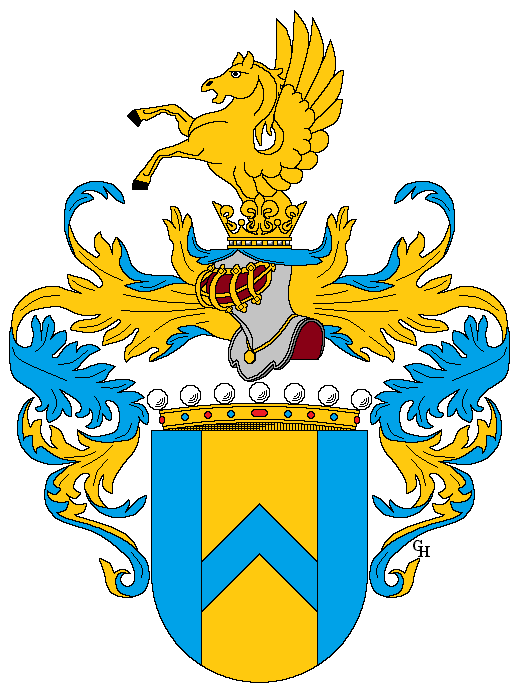
Gia huy của nhà Böhm-Ermolli khi ông được nâng lên đẳng cấp nam tước năm 1917.

Thời niên thiếu, Eduard Böhm-Ermolli theo học tại Học viện thiếu sinh quân Sankt Pölten và Học viện Quân sự Theresian ở Wiener Neustadt. Sau khi tốt nghiệp ngày 1 tháng 9 năm 1875, ông về phục vụ tại Trung đoàn Long kỵ binh số 4 "Đại công tước Albrecht" ở Wels với cấp bậc Trung úy (Leutnant). Ba năm sau, ông được điều động đến học một khóa Tham mưu tại Học viện Chiến tranh ở Vienna và sau khi tốt nghiệp hạng xuất sắc, ông được chuyển đến Lữ đoàn Bộ binh 21 ở Lemberg với tư cách là một sĩ quan tham mưu. Đến ngày 1 tháng 5 năm 1897, ông trở thành đại tá và chỉ huy Trung đoàn Uhlan số 3. Ngày 15 tháng 4 năm 1901, ông tiếp quản chỉ huy Lữ đoàn kỵ binh 16 ở Pozsony và được thăng cấp thiếu tướng vào ngày 1 tháng 5 năm 1903. Ngày 14 tháng 4 năm 1905, ông chỉ huy Sư đoàn 7 Kỵ binh và thăng cấp Trung tướng vào ngày 1 tháng 4 năm 1907. Ngày 28 tháng 4 năm 1909, Böhm-Ermolli trở thành Tư lệnh Sư đoàn bộ binh số 12. Ngày 7 tháng 2 năm 1911, ông chỉ huy Quân đoàn 1 ở Kraków và từ ngày 25 tháng 12 năm 1911, ông là Ủy viên Hội đồng Cơ mật Hoàng gia (k.u.k. Geheimer Rat).
Ông được thăng cấp bậc Thượng tướng Kỵ binh (Generals der Kavallerie) ngày 1 tháng 5 năm 1912.
Khi Thế chiến thứ nhất nổ ra, Böhm-Ermolli được trao quyền chỉ huy Tập đoàn quân số 2 của Áo, dự định hoạt động trên mặt trận Serbia. Sau khi Đế quốc Nga tham chiến, Tập đoàn quân số 2 được chuyển hướng sang mặt trận Nga, nơi nó tăng cường cho các đội quân của đồng minh Đức của Áo. Tháng 9 năm 1915, ông là chỉ huy của Cụm quân Böhm-Ermolli, bao gồm Tập đoàn quân Nam của Đức và Tập đoàn quân số 2 do chính ông chỉ huy.
Böhm-Ermolli được thăng lên cấp Đại tướng (Generaloberst) vào tháng 5 năm 1916 và lên Thống chế (Feldmarschall) vào tháng 1 năm 1918. Tháng 3 năm 1918, lực lượng của ông chiếm đóng Ukraina. Tuy nhiên, quốc gia ông đã đứng vào bên thua cuộc trong thế chiến, vì vậy, đơn vị của ông đã bị giải thể tại Odessa khi chiến tranh kết thúc.

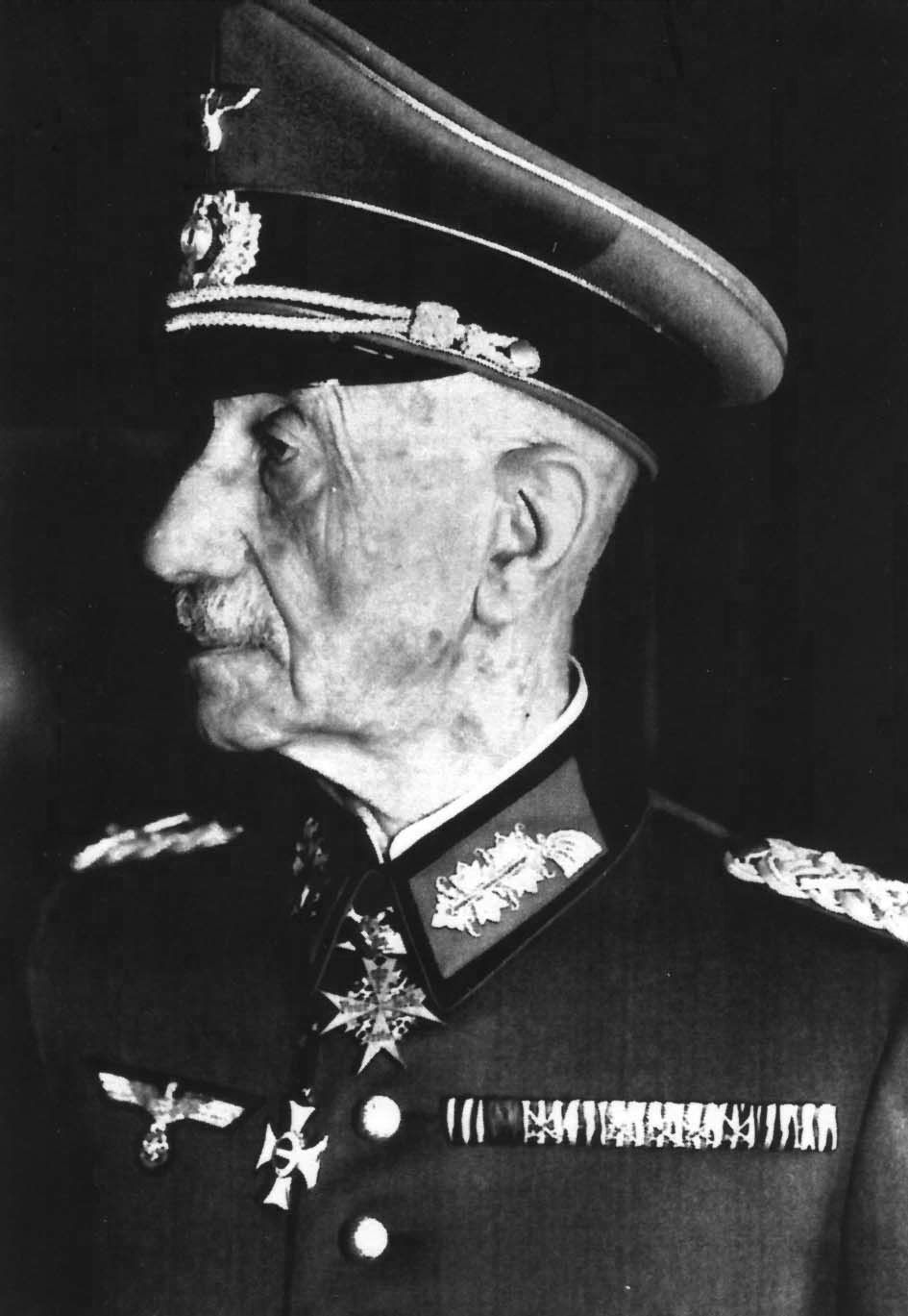
Böhm-Ermolli trong quân phục Thống chế Đức Quốc xã.

Đế chế sụp đổ, Böhm-Ermolli trở về quê nhà Troppau ở Silesia, vốn thuộc Áo trước đây, giờ đã trở thành một phần của Tiệp Khắc vào năm 1919. Kế thừa trách nhiệm đối với chế độ quân chủ cũ, chính phủ Tiệp Khắc đã trả lương hưu cho ông theo chế độ tướng lĩnh dự bị bậc 1. Năm 1928, ông được tôn phong cấp bậc chính thức Thống tướng (Armádní generál) của Tiệp Khắc, dù ông chưa từng phục vụ trong quân đội Tiệp Khắc.
Khi Sudetenland, khu vực mà dân cư chủ yếu là người Đức định cư dọc theo rìa của Tiệp Khắc, bị sát nhập vào Đức Quốc xã vào năm 1938, ông lại trở thành công dân Đức. Ngày 31 tháng 10 năm 1940, Böhm-Ermolli được Hitler phong cấp bậc Thống chế danh dự của Đức Quốc xã. Ngoài ra, ông còn được bổ nhiệm làm đại tá danh dự Trung đoàn bộ binh 28 tại quê hương Troppau (Opava).
Khi ông qua đời vào tháng 12 năm 1941, ông đã được tổ chức tang lễ cấp nhà nước với đầy đủ các danh dự quân đội tại Vienna.

## Giải thưởng quân sự
Đế quốc Áo-Hung

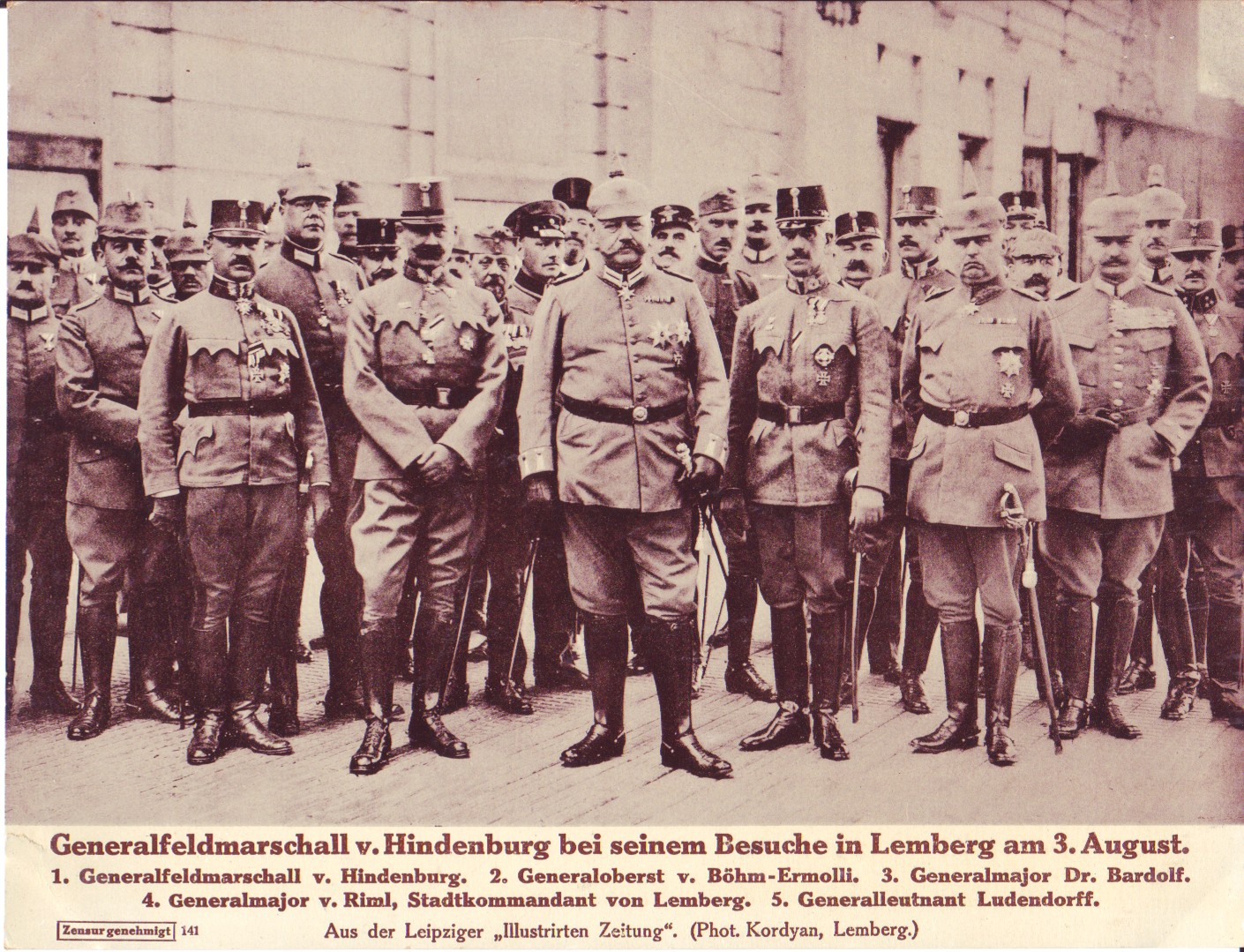
Chuyến thị sát Lemberg tháng 8 năm 1916: Böhm-Ermolli đứng giữa Hindenburg và Ludendorff.

- Royal Hungarian Order of St. Stephen – Grand Cross, 1918 (#1687)[2]
- Military Merit Cross – I. Class Cross with War Decoration
- Order of Leopold – Grand Cross, with War Decoration & Swords[3]
- Order of the Iron Crown – Knight, I. Class, with War Decoration[4]
- Military Order of Maria Theresa – Commander[4]
- Decoration for Services to the Red Cross – Star of Honor
- Order of the Iron Crown – Knight, III. Class
- Military Merit Cross – III. Class Cross
- Military Merit Medal (Signum Laudis) – in Gold
- Military Merit Medal (Signum Laudis) – in Silver
- Officer’s Long Service Cross, III. Class (25+ years of service)
- 1898 Jubilee Medal (Emperor Franz Joseph I. Golden Jubilee)

 Vương quốc Bayern
- Military Merit Order – Knight, Grand Cross

 Vương quốc Phổ
- Iron Cross, 2nd Class
- Iron Cross, 1st Class
- Pour le Mérite[4]
  - Oakleaves to the Pour le Mérite[4]

 Đế quốc Ottoman
- Ottoman War Medal ("Gallipoli Star")
- Liyakat (Merit) Medal
- Imtiyaz (Honor) Medal

## Lược sử cấp bậc

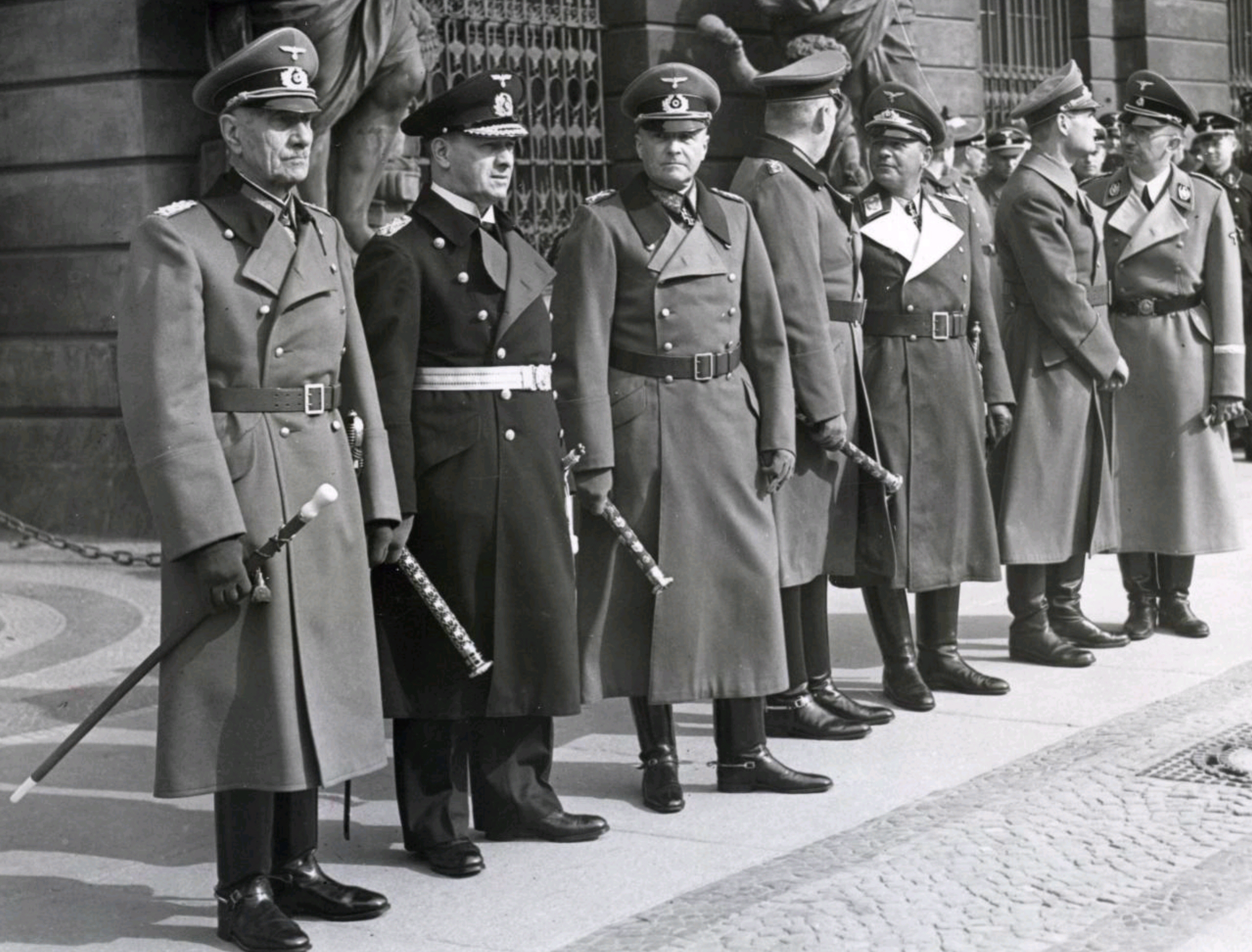
Eduard von Böhm-Ermolli (ngoài cùng bên trái) cùng với một số thống chế Đức Quốc xã trong một sự kiện năm 1941.

- Thiếu sinh quân (Kadettaspirant; 1870)[5]
- Trung úy (Leutnant; 1875)[6]
- Thượng úy (Oberleutnant; 1880)
- Đại úy (Rittmeister; 1884)
- Thiếu tá (Major; 1891)
- Trung tá (Oberstleutnant; 1895)
- Đại tá (Oberst; 1896)[6]
- Thiếu tướng (Generalmajor; 1903)[7]
- Trung tướng (Feldmarschall-Leutnant; 1907)[8]
- Thượng tướng Kỵ binh (General der Kavallerie; 1912)[9]
- Đại tướng (Generaloberst; 1916)[10]
- Thống chế (Feldmarschall; 1918)[6]
- Thống tướng (Armádní generál; 1928)
- Thống chế (danh dự) (Generalfeldmarschall ; 1940)[6]